# Brigid Brannagh
Brigid Brannagh (San Francisco, 3 agosto 1972) è un'attrice statunitense con antenati irlandesi, accreditata anche come Brigid Brannah, Brigid Brannaugh, Brigid Walsh e Brigid Conley Walsh.
È la quarta di nove figli e ha cominciato a fare provini dall'età di 13 anni. Ha partecipato a diverse serie televisive ed è particolarmente conosciuta per la sua interpretazione di Pamela Moran nella serie Army Wives - Conflitti del cuore.

## Filmografia

### Televisione
- NYPD - New York Police Department (NYPD Blue) – serie TV, episodio 2x04 (1994)
- E.R. - Medici in prima linea (ER) – serie TV, episodio 1x08 (1994)
- Il tocco di un angelo (Touched by an Angel) – serie TV, episodio 3x09 (1996)
- I viaggiatori (Sliders) – serie TV, episodio 3x13 (1997)
- Ally McBeal – serie TV, episodio 1x15 (1998)
- Dharma & Greg – serie TV, 2 episodi (1998)
- Streghe (Charmed) – serie TV, episodio 2x06 (1999)
- Un detective in corsia (Diagnosis: Murder) – serie TV, episodio 2x18 (2000)
- West Wing - Tutti gli uomini del Presidente (The West Wing) – serie TV, episodio 2x04 (2000)
- Angel – serie TV, 4 episodi (2000-2001)
- CSI - Scena del crimine (CSI: Crime Scene Investigation) – serie TV, 2 episodi (2001)
- Star Trek: Enterprise – serie TV, episodio 2x24 (2003)
- 24 – serie TV, episodio 3x18 (2004)
- Senza traccia (Without a Trace) – serie TV, episodio 2x24 (2004)
- Cold Case - Delitti irrisolti (Cold Case) – serie TV (2005)
- NCIS - Unità anticrimine (NCIS) – serie TV, episodi 2x19-20x16-20x21 (2005-2023)
- Colpo di fulmine (Falling in Love with the Girl Next Door), regia di Armand Mastroianni – film TV (2006)
- Criminal Minds – serie TV, episodio 7x08 (2011)
- Army Wives - Conflitti del cuore (Army Wives) – serie TV, 87 episodi (2007-2013)
- Non sono pronta per Natale (I'm Not Ready for Christmas), regia di Sam Irvin – film TV (2015)
- Supernatural – serie TV, episodio 11x07 (2015)
- Major Crimes – serie TV, 3 episodi (2016)
- Il segreto del suo passato (His Secret Past), regia di Randy Carter – film TV (2016)
- Grey's Anatomy – serie TV, 2 episodi (2016-2017)
- Runaways – serie TV (2017)
- The Good Doctor – serie TV, episodio 3x12 (2020)
- 9-1-1: Lone Star – serie TV, episodio 3x02 (2022)

## Doppiatrici italiane
Nelle versioni in italiano delle opere in cui ha recitato, Brigid Brannagh è stata doppiata da:
- Roberta Pellini in Streghe, Grey's Anatomy
- Rossella Acerbo in E.R. - Medici in prima linea
- Laura Latini in Un detective in corsia
- Chiara Colizzi in Angel
- Federica De Bortoli in NCIS - Unità anticrimine (ep. 2x19)
- Michela Alborghetti in NCIS - Unità anticrimine (ep. 20x16, 20x21)
- Daniela Calò in Army Wives - Conflitti del cuore
- Claudia Catani in Criminal Minds
- Francesca Fiorentini in Leverage - Consulenze illegali
- Claudia Razzi in Major Crimes
- Tiziana Avarista in Station 19